# Ёгва (село)
Ёгва (коми-перм. Йӧг), (Егва) — село в Кудымкарском районе Пермского края. Население — 760 чел. (2010). Бывший административный центр Ёгвинского сельского поселения (упразднено). Расположено на реке Егва.

## История
Поселение известно с 1647 года как деревня Зянымова, с 1678 года известна как Занимова, с 1719 — современное название, по реке. Тогда же, в начале XVIII века, с постройкой Свято-Николаевской церкви, деревня получила статус села.
27 марта 1861 года в Егве произошло восстание крестьян, жёстко подавленное войсками.
10 августа 1929 года в селе организован колхоз имени Г. В. Петрова, в 1950 году он был укрупнён и переименован в колхоз имени Сталина, с 1960 года носит имя «Урал».
В 1930—1940 годах в селе действовал маслозавод, а в 1935—1958 годах — Москвинская машинно-тракторная станция.
По данным на 1 июля 1963 года, в селе проживало 562 человека.
В 1971 году у Егвы была запущена в эксплуатацию мачта высотой 220 метров радиорелейной линии Березники-Кудымкар, отремонтированная в 2010-х.
Ёгва являлась центром Егвинской волости Соликамского (Усольского) уезда, затем Егвинского сельского совета, с 2006 года — центр Ёгвинского сельского поселения.

## Население
| 1869 | 1926 | 2002 | 2010 |
| ---- | ---- | ---- | ---- |
| 490  | ↘478 | ↗780 | ↘760 |

## Инфраструктура и достопримечательности
Колхоз «Урал», АТС, отделение почтовой связи 619560, фельдшерско-акушерский пункт. Детский сад, средняя школа со школьным музеем, сельская библиотека им. Флорентия Фёдоровича Павленкова (с 1909, 11,8 тыс. единиц хранения). Действует Свято-Алексиевская церковь (1866). Установлены памятники жертвам Гражданской войны и Великой Отечественной войны.

## Люди, связанные с селом
В числе известных уроженцев Егвы — писатель Михаил Павлович Лихачев (1901—1937), один из основателей коми-пермяцкой литературы, а также полковник Леонид Филиппович Томилин (1922—1993) — артиллерист, Герой Советского Союза (медаль № 2555, 1944).